# Riserva naturale Caselli
La riserva naturale Caselli è un'area naturale protetta della regione Toscana istituita nel 1977.
Occupa una superficie di 6,66 ha nella provincia di Pisa.